# Skoruszowy Mnich
Skoruszowy Mnich (słow. Skoruší mních, 1773 m) – turnia w masywie Młynarza w słowackich Tatrach Wysokich. Znajduje się w środkowej części grani odbiegającej na wschód od Jarząbkowego Zwornika, pomiędzy Wyżnią Jarząbkową Szczerbiną (1749 m) a Niżnią Jarząbkową Szczerbiną (1697 m). Ma dwa wierzchołki o zbliżonej wysokości. Dane z przeprowadzonych w 2018 roku pomiarów metodą skaningu laserowego wskazują, że o około 0,3 m wyższy jest wierzchołek północno-zachodni; Władysław Cywiński, autor przewodnika taternickiego opisującego turnię, twierdził z kolei, że nieco wyższy jest wierzchołek południowy (właściwie południowo-wschodni). W widoku z okolicy Pięknych Kamieni w Dolinie Białej Wody ma kształt równoramiennego trójkąta o podstawie krótszej od wysokości. Częściowo za kształt ten odpowiada Jarząbkowa Turnia, która z tej perspektywy zlewa się ze Skoruszowym Mnichem.
Na Skoruszowego Mnicha łatwo można wejść tylko z Wyżniej Jarząbkowej Szczerbiny. Jego południowo-zachodnia ściana jest skalista i ma wysokość 50 m, podobnej wysokości jest także ściana opadająca na Niżnią Jarząbkową Szczerbinę. Na północ Skoruszowy Mnich opada filarem o wysokości około 180 m. Orograficznie prawa ściana tego filara ma wysokość około 120 m, a jej skośnie opadającą podstawę stanowi trawiasty Zachód Szczepańskiego prowadzący na Niżnią Jarząbkową Szczerbinę. Ścianą tą prowadzi jedna z bardziej ekstremalnych i bardziej znanych dróg wspinaczkowych w masywie Małego Młynarza (droga nr 2).

## Drogi wspinaczkowe
1. Północnym filarem; IV, jedno miejsce V w skali tatrzańskiej, czas przejścia 2 godz.,
2. Wschodnią ścianą; V+, A4,  30 godz. Pierwsze przejście: Sylvia Kysilková, Josef Rybička, Jiři Šmid i V. Skokan od 23 grudnia 1975 do 1 stycznia 1976 r. Całkowity czas wspinaczki wyniósł około 70 godz. Wspinali się metodą oblężniczą; pod ścianą Jarząbkowej Baszty założyli namiotową bazę, do której codziennie wracali. Co drugi dzień wspinała się jedna dwójka wspinaczy, druga odpoczywała. W ścianie założono łącznie 10 jedynek i 3 spity (w tym dwa stanowiskowe),
3. Południowo-wschodnim uskokiem, z Niżniej Jarząbkowej Szczerbiny; częściowo V, duża ekspozycja, 1 godz.[3]
4. Południowo-zachodnią ścianą; II, 30 min[3]

Masyw Młynarza jest zamknięty dla turystów i taterników (obszar ochrony ścisłej Tatrzańskiego Parku Narodowego). Wspinaczka dopuszczalna jest tylko od 21 grudnia do 20 marca.

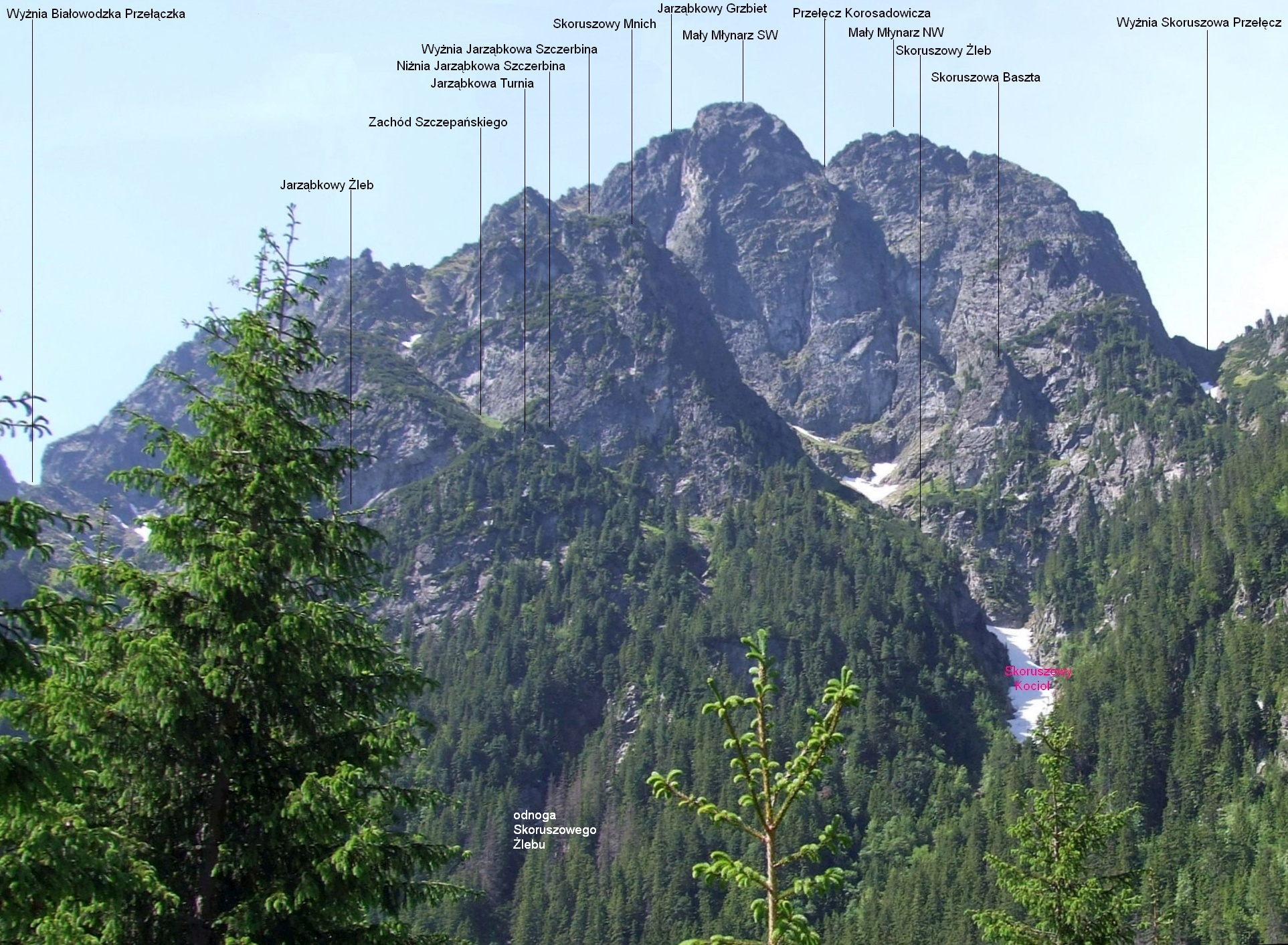
Widok z Doliny Białej Wody
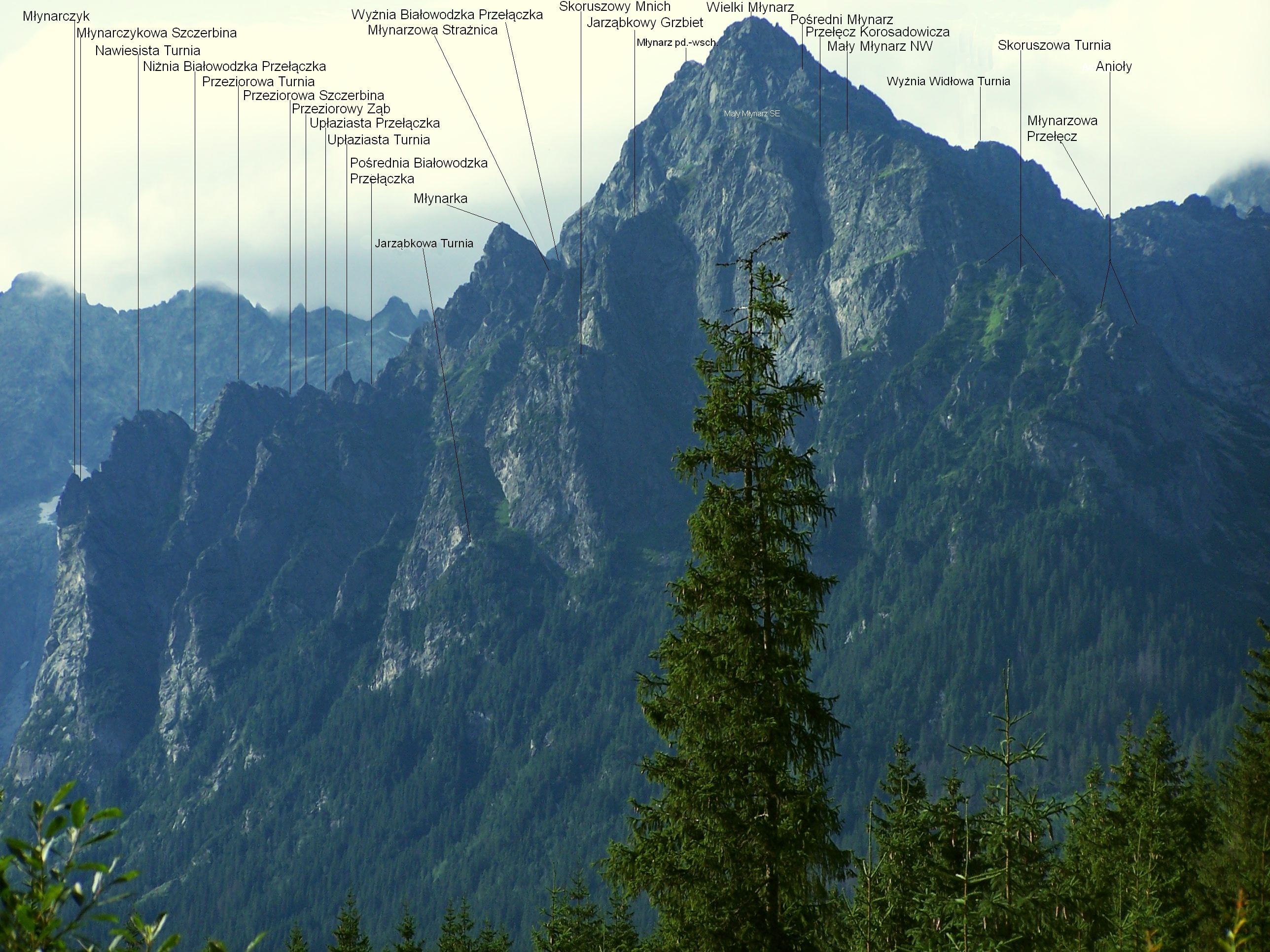
Widok z drogi do Morskiego Oka